# یوسی ابوکاسیس
یوسی ابوکاسیس (به انگلیسی: Yossi Abukasis) هافبک اهل اسرائیل است که از سال ۱۹۹۶ تا ۲۰۰۳ میلادی عضو تیم ملی فوتبال اسرائیل بوده و در ۳۵ بازی ملی حضور داشته است. یوسی ابوکاسیس توانسته در بازی‌های ملی، ۳ گل به ثمر برساند.